# Стари град (Белград)
Вижте пояснителната страница за други значения на Стари Град.
Стари град (на сръбски: Стари град) е община на град Белград. Той обхваща някои от най-старите части на градския Белград, откъдето идва и името („стари град“ на сръбски за „стар град“). Стари град е една от трите общини, които заемат самия център на Белград, заедно със Савски венац и Врачар.

## История
Въпреки че някои от най-старите части на Белград принадлежат към Стари град, самата община е сред най-късно формираните градски райони административно. Създадена е от сливането на община Скадарлия и част от община Теразие на 1 януари 1957 г.

## География
Стари град заема крайния хребет на геоложкия бар Шумадия. Подобният на скала хребет, където се намира крепостта Калемегдан, гледа към Големия военен остров и вливането на река Сава в Дунав и това е една от най-красивите природни гледки в Белград. Заедно с Нови Белград, това е една от 2-те общини на Белград (от общо 17), които заемат бреговете на двете големи реки в Белград, Сава и Дунав (Земун е третата, но когато община Сурчин е разделена, Земун е оставен с Дунав, а Сурчин с брега на Сава).
Община Стари град обхваща площ от само 7 квадратни километра и е втората най-малка по площ в Белград, след Врачар. Граничи с общините Палилула на изток, Врачар на югоизток и Савски венац на юг. Сава граничи с община Нови Белград (на запад), а Дунав с общините Земун (на северозапад) и банатската част на Палилула.
Крайбрежието на река Дунав има два различни изкуствени залива, малкото яхтено пристанище (Марина Дорчол) и пристанището на Белград.

## Квартали
Стари град обикновено не се смята от белградчани за един единствен окончателен квартал. Районът, който обхваща Стари град, е или просто оформен като „център“, или с имената на по-утвърдения квартал, който припокрива: Две части на Дорчол, разделени на социално различие и архитектурна основа, той се простира от брега на Дунав до крепостта Калемегдан до площадът на Републиката, известен още като „Кончето“. Центърът на Белград е най-населеният район, което го прави сърцето на града, той се простира от Теразие надолу до булевард Деспот Стефан. Квартал Ташмайдан е заедно с Шипка от източната страна на Стари град до община Палилула. Също така в този регион се намират улица Княз Михаил и площада на Републиката. Повечето от забележителностите на Белград се намират в тази община.
Това е списък на кварталите в общината:
- Андричев венац
- Дорчол
- Джалия
- Йевремовац
- Калемегдан
- Копитарева градина
- Косанчичев венац
- Лондон
- Площад Никола Пашич
- Площад на републиката
- Скадарлия
- Стари град
- Студентски площад
- Теразие
- Теразийска Тераса
- Варош Капия

## Администрация
Досегашни председатели на общината:
- 1992 – 2000: Йован Кажич (р. 1937)
- 2000 – 2012: Миряна Божидаревич (р. 1954)
- 2012 – 2016: Деян Ковачевич (р. 1966)
- 2016 – 2020: Марко Бастач (р. 1984)
- 2020 г. – настояще: Радослав Марянович (р. 1989 г.)

## Характеристика

### Администрация
- Президентство на Републиката
- Народно събрание на Сърбия (Скупщина)
- Общинско събрание на Белград

### Икономика и туризъм
- Пристанище Белград; Общият градоустройствен план на града от 1972 г. предвижда премахването на пристанището на Белград и промишлените съоръжения до 2021 г. Разчистената зона трябва да обхваща брега на река Дунав от Дорчол до моста Панчево. По това време предложените нови места включват блатото Велико село или участъка Рева 2 на Кръняча, отвъд Дунава. Когато плана е преразгледан през 2003 г., той запазва идеята за преместване на пристанището и индустрията, а като ново място е споменато само Кръняча. Има идея вече съществуващото пристанище Панчево, след известни промени, да стане новото пристанище на Белград, но идеята е изоставена.
- Голяма индустриална зона на брега на река Дунав, около пристанището
- Шивашка фабрика BEKO
- Белградската крепост с парка Калемегдан
- Ботаническата градина на Йевремовац
- Белградски зоопарк
- Княз Михаил (улица)
- Бохемският квартал на Скадарлия
- Александър Палас *****
- Хотел Маджестик ****
- Хотел Палас ****
- Льо Пети Пиаф ***
- Хотел Роял ***

### Култура
- Сръбска академия на науките и изкуствата
- Музей на приложните изкуства
- Национален музей на Сърбия
- Kонакът на княгиня Любица
- Музей на сръбската православна църква
- Военен музей (Калемегдан)
- Музей на Белградската крепост (Калемегдан)
- Етнографски музей
- Музей на педагогиката
- Музей на град Белград
- Музей на театралното изкуство на Сърбия
- Еврейски исторически музей
- Музей на Вук и Доситей
- Музей на автомобилите; сградата е построена през 1929 г. и е първият нарочно построен обществен гараж в града. Проектирана е от руския архитект емигрант Валерий Сташевски. Това е модерно съоръжение за периода, включва бензиностанцията отпред, а халето включва ремонтната работилница, има централно отопление и вентилация. Фасадата е проектирана по начин, който симулира обикновена жилищна къща. Въпреки че е само приземен салон, той има двуетажни прозорци. От двете страни на главния вход има по два чифта прозорци и стъклен люнет над него. След Втората световна война съоръжението се използва от Радио телевизия Белград за техния автопарк. Братислав Петкович започва да паркира класически автомобили в гаража през 1994 г. и с времето той прераства в музей, докато сградата е поставена под държавна защита. През септември 2019 г. е обявено, че откритият гараж за автомобилите на МВР под Бранковия мост ще бъде адаптиран в два музея, единият от които ще бъде преместеният Музей на автомобилите. Сградата на ул. „Майке Евросиме“, известна като „Модерен гараж“, ще бъде върната на собствениците отпреди Втората световна война в процеса на реституцията. По-голямата площ ще позволи да бъдат изложени повече от 50 автомобила, какъвто е броят на автомобилите, изложени в настоящия музей.
- PTT музей; построена от 1926 до 1930 г. и проектирана от Момир Корунович, със своята специфична червено-бяла фасада, тя се смята за една от най-красивите сгради, построени в Белград по време на Междувоенния период; построена е като административна сграда на пощенската фирма, а днес е пощенски музей.

Любопитно е, че Стари град е местоположението на двете най-къси улици на Белград, Марка Лека и Лазе Пачуа, които са дълги съответно 45 и 48 метра. Въпреки че са в единствената централна и гъсто населена градска част, те нямат номера, тъй като всички сгради, намиращи се в тях, са номерирани от съседните улици.

### Образование
- Основно училище „Стари град“; основано през 1961 г. и първоначално наречено „1-ва пролетарска бригада“, с 1300 ученици, това е било най-голямото училище в тази част на Белград. Това е сред първите училища в Белград, които получават голяма библиотека, дневни грижи, електронни класни стаи и т.н. С намаляването на населението на Стари град намалява и броят на учениците. От началото на 2010 г. градската администрация обмисля затварянето на училището. През март 2016 г. градът обявява закриването, което предизвика съпротивата на учениците, които организират петиция в центъра на града за запазване на училището, последвана от съвместни протести на ученици, техните родители и учители. Училището е запазено за една година, но тъй като броят на учениците пада до 142, през юни 2017 г. градът най-накрая решава да премести учениците в съседните училища и да премести спортната гимназия в неговата сграда.

### Здравеопазване
Здравен център Стари град е основан през 1948 г. като поликлиника на Първи район. Намирал се е на ъгъла на улиците Господар Йевремова и Капетан Мишина, в сградата на Белградското параходно дружество. Той се премества в голямата нова сграда на улица Симина през 1964 г. През 2018 г. се изчислява, че общината има 47 000 жители, но здравният център има 82 000 регистрирани пациенти.

### „Два бели гълъба“
До 1860 г. тази област е била необитаема. Йован Куюнджич, шивач (терзия, шивач на платове) е имал приземна къща на съвременното кръстовище на улиците Македонска, Светогорска, Хилендарска и Цетинска. Пренасочва се към ресторантьорството и създава кафана „Два бели гълъба“. Първоначално това е типична пътно механа. Кафаната става толкова известна, че целият квартал и съвременната улица „Светогорска“ са кръстени на нея през 1872 г. До края на 19 век кварталът постепенно се развива по централната улица и се урбанизира напълно, като директно, източно продължение на центъра на града.
В края на 20-те години на миналия век Занаятчийската гилдия закупува къщата и парцела около нея, за да построи Дома на занаятчиите, който днес е сградата на Радио Белград. Куюнджич има едно условие, името да бъде запазено. Поради това над входа на сградата е издълбана скулптурната композиция. Изобразява две лица с наковалня (символ на занаятчиите), до наковалнята са ножици (символ на шивачите), с два бели гълъба. Кафаната е преместена в бохемския квартал Скадарлия и името на квартала изпада в забвение.
В квартала се намират няколко важни сгради, обявени за паметници на културата и защитени от закона:
- Къщата на Йеврем Груич (ул. Светогорска 17, построена 1896 г., защитена 1961 г.)
- Къщата на д-р Станое Станоевич (ул. Светогорска 32, построена 1899 г., защитена 1984 г.)
- Ателието на Урош Предич (ул. Светогорска 27, построено 1908 г., защитено 1987 г.)
- Сграда на Търговска академия (ул. Светогорска 48, построена 1926 г., защитена 1992 г.)
- Сграда на клуба на занаятчиите (ул. Хиландарска 2, построена 1933 г., защитена 1984 г.)
- Сграда на Любомир Миладинович (ул. Хиландарска 6, построена 1938 г., защитена 2001 г.)

## Население
Населението на общината възлиза на 55 543 души(2002).